# Роял, Кеннет Клайборн
Кеннет Клайборн Роял (англ. Kenneth Claiborne Royall; 24 июля 1894, Голдсборо, штат Северная Каролина, США — 25 мая 1971, Дарем, штат Северная Каролина, США) — американский юрист и государственный деятель, военный министр США (1947), министр армии США (1947—1949).

## Биография
Перед своим участием в Первой мировой войне защитил докторскую степень после окончания Университета Северной Каролины в Чапел-Хилл и Гарвардской школы права. Занимался юридической практикой и был избран от демократов в Сенат штата Северная Каролина. Когда началась Вторая мировая война, был полковником армии США.
В 1942 году вступил в конфликт с президентом Рузвельтом, когда последний назначил Рояла защищать пленных нацистов перед секретным военным трибуналом, изначально рассчитывая, что им будет вынесен смертный приговор. Роял попросил президента изменить своё решение, Рузвельт отказался, тогда Роял обратился в окружной суд США с иском о признании секретных трибуналов неконституционными. Однако суда, а затем и Верховный суд признали право президента назначать секретный трибунал. Однако в окончательном вердикте Верховный суд указал на ограниченность права на защиту в подобном трибунале.
Вскоре он был назначен бригадным генералом. В июле 1947 года президент Трумэн назначил его на должность военного министра, через несколько месяцев это ведомство было преобразовано в министерство армии США и Роял стал его первым министром.
После своей отставки, в декабре 1949 году стал партнером престижной нью-йоркской юридической фирмы Dwight, Harris, Koegel and Caskey; в 1958 г. становится её директором. После слияния британской Clifford Chance компания была переименована в Rogers & Wells, затем — в Clifford Chance Rogers & Wells.
Его сын, Кеннет Роял мл., избирался членом Сената Северной Каролины (1973—1993) от Демократической партии.